# Irina Mychaltjenko
Irina Mychaltjenko, född den 20 januari 1972, är en ukrainsk före detta friidrottare som tävlade i höjdhopp.
Mychaltjenkos första mästerskapsfinal var EM 2002 i München där hon slutade nia med ett hopp på 1,89. Hon var även i final vid inomhus-VM 2003 där hon blev femma då hon klarade 1,96. Exakt samma höjd och samma placering blev det vid Olympiska sommarspelen 2004 i Aten.
Hon var i final även vid VM 2005 i Helsingfors då hon slutade tolva med ett hopp på 1,85. Hennes sista mästerskap var EM 2006 då hon blev sexa.

## Personligt rekord
- Höjdhopp - 2,01 meter